# 働くおっさん劇場
『働くおっさん劇場』（はたらくおっさんげきじょう）は、2006年10月18日から2007年3月21日までフジテレビ系列で毎週火曜深夜24:45から放送されていたバラエティ番組である。企画・司会はお笑いコンビ・ダウンタウンの松本人志。

## 番組概要
40代から50代の「おっさん」の新しいライフスタイルを探すため、あらゆるスポーツや遊びを実践し、「ワンランク上のおっさん」を目指す。おっさんからの報告を受けて、松本人志がダメだしをしながら採用・不採用を決める。通称「おっさん教育バラエティ」。
2002年10月から2003年5月の日曜朝5時台に10分間放送されていた人間観察ドキュメント番組『働くおっさん人形』の後続版にあたる。出演者も中野正次 (心の病のために出演を見合わせた、と思われていたが本人曰くただ単にオファーが来なかったとのこと) を除き、続投。
第1回と2回は出演陣4人（レギュラーおっさん）の紹介を『働くおっさん人形』と同じくインタビュー形式で行った。第3回以降は事前に出演者（おっさん）に週変わりのテーマを知らせ、各自調べてきた事や、実践してきた模様を映像と共に発表してゆくスタイルを取っている。番組進行は変わらず、松本が質問や命令するインタビュー形式である。初期は、おっさん一同が同じ部屋で収録を行っていたが、後に4人がそれぞれ別個室で収録を行うようになった。ただし、松本の指示によっては、おっさんが他のおっさん部屋に入る場合もある。
週変わりで特別ゲストが呼び込まれ、この番組を鑑賞しており、その模様と反応が副音声で流される。
- 番組のエンディングには必ず「番組ではおっさんを募集しておりません。集まらないで下さい。」というナレーションで締めくくられる。
- 松本がいる別室には作家やスタッフらもいて、笑い声が入ることがよくある。

## 出演者

### インタビュアー
- 松本 人志 (ダウンタウン)

### レギュラーおっさん
番組内では基本的に「さん」付けで呼ばれる。
野見 隆明 (のみ たかあき)
1957年3月28日（68歳）生まれ。独身。番組放送当時の職業は絵画の販売と管理であったが、その後は、新宿のバーで働いており調理なども担当している。それ以前にも調理師をしていたことがある。結婚しない理由は「忙しいから」。好きな女性のタイプは、芸能人でいうと「昔の吉永小百合さん」。
顔の特徴として、ホクロが多く、額に三本シワがあり、上の前歯が欠けている。特技はボウリングとテニス（学生時に柔道、野球、バレーボールの経験もある）。また「ナイトフィバー」と言う野見さん独特のダンスや、かくし芸を番組内で披露している。文字を書くのが苦手で、誤字や脱字が多い。夢はマイホームを建て、彼女と一緒に住むこと。潔癖症な一面がある（ペットボトルを回し飲みした際、他の人が口をつけた飲み口を手で拭くなど）。ファッションとしてマニキュア（本人曰く「ネイルアート」）をしている。「やっぱ」が口癖。
レギュラーおっさんの中では一番積極的で、松本からの「いじり」が最も多い。暗記してきた「今回のテーマ」を毎回、番組冒頭で言わされるが、ちゃんと最後まで言えたことはない。メイン企画の合間でのミニコーナーの大半が野見のみの出演コーナーである。第9回放送で、ハリウッド映画監督のティム・バートンにインタビューという大役も与えられた。
前の「人形」から、吉田さんに一番好意を持っているようで、「この3人の中でキスしてもいいのは?」という質問に「吉田さん」と答えた。一方で、青柳さんに対しては辛く当たる場面が見受けられる。浅見さんとは犬猿の仲で、初対面でありながら取っ組み合いになった。
この番組の出演が縁で、松本が監督した映画『さや侍』(2011年公開) に主役で抜擢され、第35回日本アカデミー賞新人俳優賞も受賞した。
現在は吉本興業の用務員として働く。
吉田 秀雄 (よしだ ひでお)
北海道出身。職業は東京無線のタクシー運転手。かつては最高裁判所に務めていたが、妻の借金など、家庭の事情があり退職した。レギュラーおっさんでは唯一の既婚経験者だが離婚をしている。娘も1人いるが、離婚後は一度も会ってないらしく、その娘の年齢も正確には覚えていない。趣味は「芥川龍之介論」の執筆と格闘技・空手 (茶帯)。好きな食べ物は、塩ラーメン。分数が苦手なため、物理学者になる夢をあきらめている。
レギュラーおっさんの中では最も良識人であるが故に、「人形」の頃と比べると比較的、注目を浴びなくなった。また、唯一 (浅見さんを除き)、ミニコーナーでの出演がない。
福田 浩司 (ふくだ こうじ)
鳥取出身。神奈川大学中退。未婚。職業はフリーターで、ティッシュペーパーやチラシ配りなどをしており、定職に就いたことは一度もない。また、美容室のパーマのモデルやエキストラのバイトも経験している。夢は就職と逆玉婚。好きな芸能人は佐藤江梨子。趣味はエアロビクスダンス。
青色のスキーウェアを好んで着用。常に挙動不審で、発言が聞き取りにくい。「おっさん」を「おっつぁん」と発音したり、かくし芸として「ういろう売り」の早口を披露した際も、松本は、ほとんど聞き取ることができなかった。また、自らを少しでもよく見せようという意識が強いためか、些細な嘘をついてしまう (福田さん曰く「人間は嘘をつかずには生きていけない、とか言って (笑)」) が、結局は松本に見抜かれてしまう。
女性のボディが好きらしく、オタクの若者に対してフィギュアと実際の女性の魅力の違いを説いていた。
青柳 肇 (あおやぎ はじめ)
無職（放送時は俳優と書かれていた）。未婚。かつて大学の非常勤講師だったが、大学側から経営不振を理由に契約を解除され、現在は某プロダクションのレッスンに通い、俳優を目指す。
普段から女装をしている（きっかけは、若い頃に車で畑へ向かう途中、あまりの暑さに「スカートをはいたほうが楽だろう」と思ったため）。ならびに、女性らしい面をあわせ持ち、半身裸となることを拒否した。着替える際には、手持ちの黒いハンカチをカメラにかぶせて隠そうとするも、少し透けて見えてしまっていた（松本曰く「すごいヤラしい」）。また、「男性でも良いと思う人はいる」旨の発言をしている。さらに、男性・女性ともに経験がないらしい。
日本の政治について強い関心を持っているようである。ミニコーナーでは野見さんと組まされるスパルタ企画が多く、野見さんからは手厳しい指導を受ける。
浅見 真一 (あさみ しんいち)
2007年2月28日の放送で初登場した「新人おっさん」。 職業は自称「インターネットの情報検索サービス代行業」で、月収は50万。趣味はオリジナルの替え歌を作る事（極度の下ネタを含む）。デートの達人という触れ込みで、二股をかけていると語る。一人は東北在住の39歳の女性（交際15年だが肉体関係はなく、直接会うのは年一回）。もう一人は出会い系サイトで知り合った東京在住の23歳の女性（400回もメールを交換しており、肉体関係もあるという）。
先述の通り、野見さんとは馬が合わず、度々「気持ち悪い」などの暴言を野見さんに浴びせる。また、青柳さんに対しても暴言ともとれる発言をした。ただ、佐藤江梨子のファンという点から福田さんとは比較的気が合いそうだと感じている。放送収録中にもかかわらず、持参した2リットルのペットボトルに入った水をラッパ飲みする。
かつては経済企画庁に勤務していた。現在は無職である。

### 副音声ゲスト (週替わり)
| 第1回 (2006年10月18日放送分) | ほっしゃん。                                   |
| 第2回 (10月25日放送)         | 後藤輝基（フットボールアワー）                 |
| 第3回 (11月1日放送)          | 山里亮太（南海キャンディーズ）                 |
| 第4回 (11月8日放送)          | 千原ジュニア（千原兄弟）                       |
| 第5回 (11月15日放送)         | ケンドーコバヤシ                               |
| 第6回 (11月22日放送)         | ペナルティ（ヒデ・ワッキー）                   |
| 第7回 (11月29日放送)         | 麒麟（田村裕・川島明）                         |
| 第8回 (12月6日放送)          | 田村淳（ロンドンブーツ1号2号）                 |
| 第9回 (12月13日放送)         | ほっしゃん。&岩佐真悠子                        |
| 第10回 (12月20日放送)        | タカアンドトシ（トシ・タカ）                   |
| 第11回 (2007年1月10日放送分) | 土田晃之&Mie                                   |
| 第12回 (1月17日放送)         | 陣内智則&だいたひかる                          |
| 第13回 (1月24日放送)         | 千原ジュニア（千原兄弟）&安めぐみ              |
| 第14回 (1月31日放送)         | ほっしゃん。&磯山さやか                        |
| 第15回 (2月7日放送)          | 南海キャンディーズ（山里亮太・しずちゃん）     |
| 第16回 (2月14日放送)         | 蛍原徹（当時・雨上がり決死隊）                 |
| 第17回 (2月21日放送)         | 田村淳（当時・ロンドンブーツ1号2号）           |
| 第18回 (2月28日放送)         | ほっしゃん。&ヒデ（ペナルティ）                |
| 第19回 (3月7日放送)          | 木村祐一                                       |
| 第20回 (3月14日放送)         | ブラックマヨネーズ（吉田敬・小杉竜一）         |
| 第21回 (3月21日放送)         | 千原ジュニア（千原兄弟）&ほっしゃん。&若槻千夏 |

## 放送リスト
| 回 | 放送日          | 内容                                                                        |
| -- | --------------- | --------------------------------------------------------------------------- |
| 1  | 2006年 10月18日 | 「レギュラーおっさん紹介 野見隆明・福田浩司編」                             |
| 2  | 10月25日        | 「レギュラーおっさん紹介 青柳肇・吉田秀雄編」                               |
| 3  | 11月1日         | 「坂本龍馬から生き方を学ぶ」                                                |
| 4  | 11月8日         | 「趣味は一眼レフカメラ&ビーチでナンパ」                                     |
| 5  | 11月15日        | 「自伝 福田浩司・青柳肇編」                                                 |
| 6  | 11月22日        | 「自伝 野見隆明・吉田秀雄編」                                               |
| 7  | 11月29日        | 「フィギュアしか愛せない若者に説教」                                        |
| 8  | 12月6日         | 「ヒーローに変身」                                                          |
| 9  | 12月13日        | 「おっさん大運動会（前半戦）」・野見隆明 ティム・バートン監督にインタビュー |
| 10 | 12月20日        | 「おっさん大運動会（後半戦）」                                              |
| 11 | 2007年 1月10日  | 「おっさんかくし芸大会」                                                    |
| 12 | 1月17日         | 「おっさんカルタ&野見スゴロク」                                             |
| 13 | 1月24日         | 「おっさんの趣味 野見隆明・青柳肇編」                                       |
| 14 | 1月31日         | 「おっさんの趣味 福田浩司編&野見隆明のスパルタボウリング」                  |
| 15 | 2月7日          | 「吉田さんと青柳さんの結婚式（前半）」                                      |
| 16 | 2月14日         | 「吉田さんと青柳さんの結婚式（後半）」                                      |
| 17 | 2月21日         | 「不登校のギャル男に説教」                                                  |
| 18 | 2月28日         | 「新人おっさん浅見真一初登場（前編）」                                      |
| 19 | 3月7日          | 「新人おっさん浅見真一初登場（後編）」                                      |
| 20 | 3月14日         | 「野見隆明vs浅見真一（前編）」                                              |
| 21 | 3月21日         | 「野見隆明vs浅見真一（後編）」                                              |

## DVD
よしもとアール・アンド・シーから2007年7月14日発売。特典として放送ではカットされた未公開シーンが収録されているが、ティム・バートンへのインタビューはカットされており、撮りおろし映像に差し替えられている。

## スタッフ
- 企画：松本人志
- 構成：高須光聖、渡辺鐘、大井洋一
- 美術制作：大坊雄二
- 美術進行：林勇
- カメラ：遠山康之
- ＶＥ：齋藤雄一
- 音声：杉山直樹
- 編集：太田友康
- ＭＡ：円城寺暁
- 音響効果：高田智彰
- ＴＫ：菅原洋子
- プロデューサー：江本薫（フジテレビ）、高畑正和（吉本興業）
- チーフプロデューサー：佐々木将（フジテレビ）
- 演出・プロデュース：伊藤征章（フジテレビ）
- 技術協力：ニユーテレス、IMAGICA
- 制作：フジテレビ、吉本興業